# Informe Chilcot
L'Informe Chilcot (en anglès Chilcot Report o Iraq Inquiry), així conegut pel nom del seu president, sir John Chilcot, un membre del Consell Privat del Regne Unit amb una destacada carrera en Her Majesty's Civil Service, és una comissió de recerca independent sobre la participació del Regne Unit en la Guerra de l'Iraq del 2003. La comissió va ser creada al juny de 2009 pel llavors Primer Ministre Britànic Gordon Brown. A principis de maig de 2016, Chilcot va anunciar que es publicaria l'informe el 6 de juliol de 2016.
En ocasió de la primera audiència al setembre de 2009, Encara que les seves recerques van acabar el 2011, a l'octubre de 2015, Chilcot va anunciar que, per raó de l'«elevat volum de material sensible» o «classificat», la publicació del seu informe es retardaria un cop més fins a juny o juliol del 2016. Finalment a principis de maig de 2016, Chilcot va anunciar de forma definitiva que l'informe es publicaria el 6 de juliol de 2016.
D'altra banda, Chilcot s'ha queixat que el Govern (Whitehall) havia dut a terme una campanya contra la seva comissió en el sentit que va facilitar certs documents a aquelles persones subjectes a les crítiques de la comissió per així ajudar-les en la seva defensa, documents que no havien estat facilitats a la comissió.

## Membres de la comissió
- Sir John Chilcot (president)[1]
- Sir Martin Gilbert (mort el 2015[7])
- Sir Lawrence Freedman
- Sir Roderic Lyne
- Baronessa Usha Prashar

La comissió compte, a part, amb dos assessors especials:
- Sir Roger Wheeler, excap de l'Estat Major, per a temes relacionats amb les forces armades
- Dame Rosalyn Higgins, expresidenta del Cort Internacional de Justícia, per a temes relacionats amb el Dret internacional.

## Cronologia de compareixences i esdeveniments
A finals de novembre de 2009, i després de la fase inicial d'estudi la documentació, un dels primers alts càrrecs en comparèixer davant la comissió, el primer dia de les audiències públiques, va ser sir Peter Ricketts, el que havia presidit el Comitè Conjunt d'Intel·ligència del Gabinet del Regne Unit —encarregat de supervisar als diferents serveis secrets britànics, és a dir, l'MI5, MI6 i GCHQ—, des del 2000 al 2001. Ricketts va assegurar que, a principis del 2001, el govern britànic s'havia «distanciat» de l'eventualitat de treure a Saddam Hussein del poder, afirmant que no encaixava amb la política del Regne Unit, malgrat el creixent interès dels Estats Units en aquest sentit.
Dos dies més tard, sir Christopher Meyer, l'ambaixador britànic als EUA en el període previ a la guerra, va afirmar que, el dia després de reunir-se amb George W. Bush en privat a l'abril de 2002, Tony Blair va esmentar per primera vegada en un discurs públic l'eventualitat d'un canvi en el règim polític de l'Iraq.
El 29 de gener de 2010, Blair va comparèixer durant sis hores per defensar les seves decisions. Va afirmar que no va hi haver «cap conspiració, falsedat o engany» darrere de les seves decisions i que no hi va haver cap acord «secret» amb Bush. Va afirmar, així mateix, que per aquell temps estava convençut de l'existència de les armes de destrucció massiva a l'Iraq.
El 5 de març de 2010 va comparèixer el primer ministre Gordon Brown. Va afirmar haver donat el seu suport total a la participació en la guerra.
El 27 de juliol de 2010, el director d'inspecció d'armes de les Nacions Unides, Hans Blix, va afirmar estar convençut de que la guerra a l'Iraq era il·legal; va confirmar que, després d'inspeccionar 500 instal·lacions a l'Iraq, els seus equips no havien trobat armes de destrucció massiva. Va afegir que el llavors fiscal general del Regne Unit (Attorney General), lord Goldsmith, havia usat argúcies per defensar la seva postura dient que la guerra era legal sobre la base de les resolucions de les Nacions Unides.
El 30 de juliol de 2010 el llavors vice-primer ministre, lord Prescott va afirmar que, malgrat haver tingut certs dubtes respecte als informes d'intel·ligència que s'estaven analitzant el 2002, en part basats en el que va qualificar de «xafardeig», va afirmar que la invasió era legal i que tornaria a prendre la mateixa decisió.
A finals de setembre de 2010, la comissió va visitar l'Iraq, on es van celebrar converses amb alts càrrecs de l'administració del país, entre ells, l'antic primer ministre Ayad Allawi, Labeed Abbawi i Ahmed Chalabi.
L'octubre de 2015, Chilcot va informar al primer ministre, David Cameron, que el seu informe podria estar acabat a mitjans d'abril del 2016, a partir de quan «… la seguretat nacional comenci a comprovar el contingut».
El 4 de maig de 2016, el primer ministre David Cameron va anunciar que no es faria públic l'informe fins després del Referèndum sobre la permanència del Regne Unit dins la UE, és a dir: després del 23 de juny de 2016.
El 9 de maig es va anunciar que la data de publicació de l'informe seria el 6 de juliol de 2016.

## Conseqüències
El 13 d'agost de 2015, davant les successives demores en la publicació de l'informe, les famílies de 29 dels soldats britànics morts en la guerra van anunciar que demandarien Chilcot si abans de finals d'any no s'havia fixat una data per publicar les seves conclusions.
El 26 d'agost de 2015, The Guardian va avançar que entre les persones que l'informe «culparia» hi havia Tony Blair i altres alts càrrecs del seu govern o l'administració pública, com Geoff Hoon, llavors ministre de Defensa, Jack Straw, llavors ministre d'Exteriors, i qui va fer cas omís dels seus dos assessors jurídics de més alt rang —un dels quals va dimitir com a protesta— que li van assegurar que, sense una autorització expressa de les Nacions Unides, una invasió seria il·legal; Clare Short, la ministra de Cooperació Internacional; sir John Scarlett, expresident del comitè d'intel·ligència del Govern; sir Richard Dearlove, llavors director dels serveis d'espionatge MI6, així com alts comandaments militars.
A l'octubre de 2015, a una entrevista emesa per la cadena CNN, el exprimer ministre Tony Blair va demanar perdó pels «errors comesos a la guerra de l'Iraq» i «els errors en el planejament i, certament, per l'error a l'hora d'entendre el que passaria després de la caiguda del règim» i va reconèixer com a «errònia» la «informació d'intel·ligència» sobre l'existència d'armes de destrucció massiva a l'Iraq.
Davant la pregunta de l'analista de la CNN Fareed Zakaria: «Va ser la guerra de l'Iraq la principal causa de l'ascens de l'Estat Islàmic?», Blair va respondre «Penso que hi ha elements molt certs en aquesta conclusió... No es pot dir que els qui enderroquem a Sadam el 2003 no tinguem cap responsabilitat en el que passa en el 2015».
La seva disculpa es va interpretar com una estratègia davant la imminent publicació de l'informe Chilcot, i es produeix poc després que un informe elaborat per l'exsecretari d'Estat Colin Powell revelés que Blair havia donat, al 2002, el «vistiplau» per a la guerra, al llavors president George W. Bush, un any abans de començar la guerra.
El 6 de juliol de 2016, es publica finalment l'Informe Chilcot, que dona proves que Blair i Aznar van pactar una estratègia per pregonar als quatre vents simulant als mitjans que havien esgotat totes les possibilitats per a "impedir la guerra d'Iraq".